# لانس هينسون
لانس هينسون (بالإنجليزية: Lance Henson)‏ هو شاعر أمريكي، ولد في 20 سبتمبر 1944 في واشنطن العاصمة في الولايات المتحدة.